# Wedge Antilles
Pour les articles homonymes, voir Antilles (homonymie).
Personnage de fiction apparaissant dans
Star Wars.
Wedge Antilles est un personnage de l'univers de fiction Star Wars créé en 1977.

## Biographie

### Univers officiel

#### Avant la bataille de Yavin
Wedge Antilles est originaire de Corellia. Il devient pilote de cargo, avant d'être engagé par l'Empire galactique. Opposé au système du régime galactique, il rejoint l'Alliance rebelle. Dès lors, il participe à la plupart des grandes batailles spatiales de la guerre civile galactique, sans pour autant se confronter une seule fois à Dark Vador.
Durant la bataille de Scarif, Wedge Antilles, quoiqu'il soit l'un des principaux pilotes de l'Alliance rebelle, reste à Yavin 4 et ne participe pas aux combats dans un premier temps.

#### Bataille de Yavin
Peu après, Wedge forme Luke Skywalker pour le préparer à la bataille de Yavin. Durant celle-ci, ils pilotent chacun un X-Wing. Wedge, alors Red Two, détruit ainsi un chasseur TIE qui poursuit son nouveau collègue. Toutefois, sur les 12 pilotes du Red Squadron, seuls Wedge et Luke reviennent de la bataille,.

#### Après la bataille de Yavin
Il effectue plus tard avec Luke une mission de reconnaissance du Starlight Squadron à Ab Dalis, où ils trouvent une base rebelle attaquée par l'Empire. Ils sauvent les rebelles, dont la dirigeante Mon Mothma, de l'Empire et d'un volcan.
Durant la bataille de Hoth, Wedge ( nom d'escadrille: Rogue 2) est le premier à réussir à venir à bout d'un TB-TT et un des rares pilotes de T47 survivant à l'attaque des quadripode. Un an plus tard, lors de la bataille d'Endor, il officiera en tant que Red Leader et appuiera l'escadron Gold commandé par le Faucon Millenium pour détruire la seconde Étoile de la mort.
Plus tard, en enquêtant sur les Vestiges de l'Empire galactique, il est fait prisonnier. L'ancienne pilote de l'Alliance rebelle Norra Wexley le libère puis ils se marient. Ils rejoignent bien après la Résistance.
En 35 ap. BY, trente ans après la destruction de la seconde Étoile de la mort, Wedge Antilles reste un pilote actif. Il participe alors notamment à la bataille d'Exegol, il est alors copilote d'un autre héros de la rébellion, Lando Calrissian,,.

### Univers Légendes

#### Après la bataille d'Endor
Dans les mois qui suivirent la victoire sur l'empire le nouvellement former sénat galactique notamment constituer de l'amiral ackbar et Leia Organa mandaté le commandant Antilles dans la lourde tâche de trouver des pilotes aguerris pour renforcer les escadrons décimés à la suite de la bataille sanglante autour de la lune forestière. Wedge Antilles constate que la Nouvelle République a encore besoin de lui pour venir à bout de l'Empire galactique. Il est alors nommé dirigeant du Rogue Squadron,.

## Concept et création
Dans Un nouvel espoir, un pilote exprime ses doutes concernant les chances de réussir le tir qui détruirait l'Étoile de la mort. Il doit alors s'agir de Wedge Antilles, mais, en cours de tournage, le nom est donné à un pilote.
Après la trilogie originale, Wedge Antilles est à nouveau représenté au cinéma. Il faut alors attendre Rogue One pour ce retour dans le cinéma. Toutefois, il est interprété par un autre acteur, David Ankrum, la voix de Wedge dans la trilogie originale, où l'acteur Denis Lawson n'avait pas un accent assez américanisé.
Contrairement à la plupart des pilotes secondaires de la trilogie originale et notamment Biggs Darklighter, qui est tué dans Un nouvel espoir, Wedge Antilles apparaît, à l'instar de Nien Numb du Retour du Jedi, dans L'Ascension de Skywalker.
Dans l'univers officiel, le personnage de Wedge Antilles est dans un premier temps peu développé, avant diverses apparitions dans de nouvelles œuvres Star Wars après Les Derniers Jedi.

## Adaptations

### Jeux vidéo
Dans le jeu de 1998 sur Nintendo 64 Star Wars: Rogue Squadron, Wedge Antilles occupe une place centrale. Dans le jeu de 2002 sur Gamecube Star Wars: Rogue Squadron II-Rogue Leader, le joueur incarne Luke Skywalker ou Wedge Antilles, dans leurs rôles des batailles de la trilogie originale.
Wedge Antilles maintient aussi un rôle important dans le jeu de 2020 Star Wars: Squadrons. Il s'y trouve sous la Nouvelle République, avec aussi l'autre rebelle Hera Syndulla.

### Figurines
Hasbro produit des casques à l'échelle réelle de pilotes de la saga Star Wars dans sa série Star Wars: Black Series. Celui de Wedge Antilles notamment est vendu dans la collection dès juin 2021,.

## Réception
Wedge Antilles est particulièrement apprécié. Cela est en grande partie dû au fait qu'il est différent de plusieurs personnages de la saga. Il ne maîtrise pas la Force, mais est un simple humain, un soldat. Il montre la vie dans Star Wars hors capacités exceptionnelles. En parallèle, il est considéré comme important quoiqu'il apparaisse peu à l'écran, mais du début à la fin.

## Postérité
L'acteur de Wedge Antilles, Denis Lawson, enseigne ensuite des techniques du métier d'acteur à son neveu Ewan McGregor, qui devient ensuite l'interprète d'Obi-Wan Kenobi dans la prélogie. Lorsque le rôle d'Obi-Wan est proposé à son neveu par George Lucas, Denis Lawson le lui déconseille après avoir vécu lui-même l'éclipsement de sa carrière par son rôle dans Star Wars.
Plus tard, le personnage de Poe Dameron dans la postlogie est lui-même basé sur Wedge Antilles dans la trilogie originale.
Dans la série de jeux vidéo Final Fantasy, deux personnages nommés Wedge et Biggs trouvent l'origine directe de leur nom dans celui des deux pilotes rebelles Wedge Antilles et Biggs Darklighter.